# Xhunashi Caballero
Xhunashi Guadalupe Caballero Santiago (Ciudad Ixtepec, 1 de noviembre de 1989) es una karateca mexicana, licenciada en Educación Física por la escuela Superior de Educación Física en la capital del país. Ganadora de medalla de bronce en karate en los Juegos Panamericanos en Lima, Perú 2019.

## Biografía
Xhunashi cursó su instrucción primaria en el internado “General Santos Degollado” de su ciudad natal, donde adquirió en gran parte la disciplina que consolidó al llegar al Centro Nacional de Alto rendimiento de la Ciudad de México.
Esto la ha llevado a ser una de las atletas amateurs más importantes del estado de Oaxaca, y en su disciplina deportiva a nivel nacional. Practica Karate-do, deporte que significa “camino de las manos”, desde los 12 años de edad. Ha participado en innumerables competencias, y entre sus logros más importantes es el ser considerada múltiple medallista de Olimpiada nacional en la selección de México en el 2006. 

## Reconocimientos
- Medalla de plata de Juegos Panamericanos 2011 Guadalajara
- Medalla de plata en equipos centroamericanos 2013
- Medalla de oro en la Copa Norteamérica 2013 y 2014. En este último año fue considerada la mejor, ya que durante su participación en la copa Norteamérica ganó para México un lugar especial para los juegos panamericanos 2014.
- Medalla de plata de Juegos Centroamericanos y del Caribe 2014 Veracruz.
- Medalla de bronce Turquía 2014.
- Medalla de plata de Juegos Panamericanos  2015 Toronto Canadá.
- Medalla de bronce  en Copa Intercontinental 2014; octavo lugar en el campeonato mundial 2012 en Francia
- que se llevó a cabo en Guadalajara, Jalisco.[2]
- Medalla de Bronce Juegos Panamericanos Lima , Perú 2019[3]